# Хайтауэр, Джон Мурманн
Джон Мурманн Хайтауэр (англ. John Murmann Hightower, 17 сентября 1908 года — 10 февраля 1987 года) — американский колумнист и корреспондент Associated Press, освещавший национальную и международную повестки. За свои международные репортажи в 1952 году получил Пулитцеровскую премию.

## Биография
Уроженец шахтёрского теннессийского города Роки-Топ Джон Хайтауэр в 1927 году  поступил в университет штата, где помимо учёбы занимался редактированием студенческой газеты. Уже после второго курса он переехал в Нью-Йорк, получив работу младшего редактора одновременно в двух ежемесячных фармацевтических изданиях. В августе 1931 года его наняли стажёром в отдел новостей Knoxville News Sentinel, где он проработал более двух лет, дослужившись до редактора отдела местных новостей. В 1933-м он получил должность в филиале Associated Press в Нашвилле, и через два года был повышен до редактора подразделения. Но уже в 1936 году журналиста перевели в Вашингтон, где он проработал до окончания Второй мировой войны. Репортёр освещал темы, связанные с Военно-морским департаментом, а с 1943-го — с Государственным департаментом. На момент окончания военных действий Хайтауэр занимал должность дипломатического редактора газеты. Он получил высокую оценку за серию из шести статей о разработке радаров, обзоры встречи Франклина Рузвельта с Уинстоном Черчиллем в Квебеке, подписания Устава ООН в Сан-Франциско и первых встреч Генеральной Ассамблеи организации в Нью-Йорке и Лондоне, принятия Плана Маршалла и подписание договора об Антарктике. В дальнейшем журналист сосредоточился на международной повестке, в разный период он писал репортажи об атомной бомбардировке Японии, переговорах о перемирии в Корейской войне, увольнении президентом Гарри Трумэном генерала Дугласа Макартура. За свою работу в 1952 году Хайтауэр получил Пулитцеровскую премию за международный репортаж, а также премию Журналистского сообщества Сигма, Дельта, Хи и Мемориальную премию Рэймонда Клэппера от Американского общества редакторов газет. Корреспондент стал первым, кто получил все три награды в один год.
В 1964 году Хайтауэр стал пятым сотрудником Associated Press, названным специальным корреспондентом за свою выдающуюся работу. Через семь лет журналист покинул информационное агентство, чтобы занять пост преподавателя журналистики в Университете Нью-Мексико в Альбукерке. Параллельно он вёл авторскую колонку в газете New Mexican в Санта-Фе. В 1980 году он получил место в Зале славы вашингтонского отделения Общества профессиональных журналистов (ранее — «Сигма, Дельта, Хи»), а через шесть лет в Нью-Мексико был назван живым человеческим сокровищем. Джон Хайтауэр скончался от рака в 1987 году.